# ام‌ایی‌ایی (روان‌گردان)
ام‌ایی‌ایی (روان‌گردان) (به انگلیسی: MEE (psychedelic)) با فرمول شیمیایی C۱۴H۲۳NO۳ یک ترکیب شیمیایی است. که جرم مولی آن ۲۵۳٫۳۴ g/mol می‌باشد. 